# يو إف سي على فوكس: دوس أنجوس ضد كاوبوي 2
يو إف سي على فوكس: دوس أنجوس ضد كاوبوي 2 (بالإنجليزية: UFC on Fox: dos Anjos vs. Cowboy 2)‏ هو حدث لفنون القتال المختلطة نظمته يو إف سي، أُقيم في 19 ديسمبر 2015، على مركز أمواي في أورلاندو، فلوريدا، الولايات المتحدة.